# Upplands runinskrifter 1109
Upplands runinskrifter 1109 är ett vikingatida runstensfragment av rödaktig granit i Skuttunge kyrka, Skuttunge socken och Uppsala kommun. Runstensfragmentet är 0,8 meter högt och 1,12 meter brett. Runhöjden är 6 centimeter. Stenen är inmurad i sakristians östra grundmur, nära kyrkans nordöstra hörn.

## Inskriften
Translitterering av runraden:
gisl · ...-lfs
Normalisering till runsvenska:
Gisl ...
Översättning till nusvenska:
Gisl ...
"Gisl" är ett, på uppländska runstenar, vanligt mansnamn.